# Габріо Кастрікелла
Габріо Кастрікелла (італ. Gabrio Castrichella; нар. 24 жовтня 1972) — колишній італійський тенісист.
Найвищу одиночну позицію світового рейтингу — 207 місце досяг 28 квітня 1997, парну — 274 місце — 27 жовтня 1997 року.

## Фінали челленджерів Туру ATP

### Парний розряд: 1 (1 перемога)
| Результат | Дата     | Турнір                        | Покриття | Партнер      | Суперники                  | Рахунок       |
| --------- | -------- | ----------------------------- | -------- | ------------ | -------------------------- | ------------- |
| Перемога  | Лип 1997 | Montauban Challenger, Франція | Ґрунт    | Данієле Муза | Ларс Реманн Аттіла Шавольт | 5–7, 6–2, 6–3 |